# Isidor Barachow
Isidor Barachow (Iwanow) (ros. Исидор Никифорович Барахов (Иванов), ur. 31 stycznia 1898 w naslegu charbałachskim w obwodzie jakuckim, zm. 15 września 1938) – radziecki polityk, przewodniczący Rady Komisarzy Ludowych Jakuckiej ASRR (1923-1924).

## Życiorys
W 1917 wstąpił do SDPRR(b), ukończył jakuckie seminarium nauczycielskie.
Od lipca do września 1918 był pełnomocnikiem Jakuckiego Gubernialnego Komitetu Rewolucyjnego ds. organizacji władzy radzieckiej w okręgu wilujskim. Od października 1918 do kwietnia 1920 - nauczyciel wiejski w guberni irkuckiej, od czerwca do grudnia 1920 sekretarz jakuckiego biura rejonowego RKP(b). Od czerwca do listopada 1921 sekretarz powiatowego biura RKP(b) w Wilujsku, od listopada 1921 do lutego 1922 kierownik Wydziału Informacyjno-Statystycznego Jakuckiego Gubernialnego Biura Organizacyjnego RKP(b), od 12 marca do czerwca 1922 sekretarz odpowiedzialny Jakuckiego Gubernialnego/Obwodowego Biura Organizacyjnego RKP(b), od lipca do września 1922 komisarz oddziału ekspedycyjnego na okręg wilujski. Od 21 stycznia 1923 do czerwca 1924 przewodniczący Rady Komisarzy Ludowych Jakuckiej ASRR, od września 1924 do 1926 słuchacz Kursów Marksizmu przy KC RKP(b)/WKP(b), od czerwca 1926 do marca 1928 sekretarz odpowiedzialny Jakuckiego Komitetu Obwodowego WKP(b), od października 1928 do 1933 słuchacz Instytutu Czerwonej Profesury. Od sierpnia 1933 do maja 1936 pomocnik kierownika Sektora ds. rejonów Wschodniosyberyjskich Wydziału Rolnego KC WKP(b) i zastępca kierownika, następnie do 3 lutego 1938 kierownik Sektora Syberii i Kraju Dalekowschodniego Wydziału Rolnego KC WKP(b).
3 lutego 1938 aresztowany, 15 września 1938 skazany na śmierć przez Kolegium Wojskowe Sądu Najwyższego ZSRR i rozstrzelany. 
31 października 1956 pośmiertnie zrehabilitowany.